# غاري ماي
غاري ماي (بالإنجليزية: Gary May)‏ (7 مايو 1967 بدارلينغتون في المملكة المتحدة - ) هو لاعب كرة قدم بريطاني في مركز الوسط. لعب مع دارلينجتون إف سى.